# Esther Stocker
Esther Stocker (Silandro, Italia, 1974) es una artista conocida por sus instalaciones y murales realizados a partir de una visión geométrica y abstracta.

## Formación

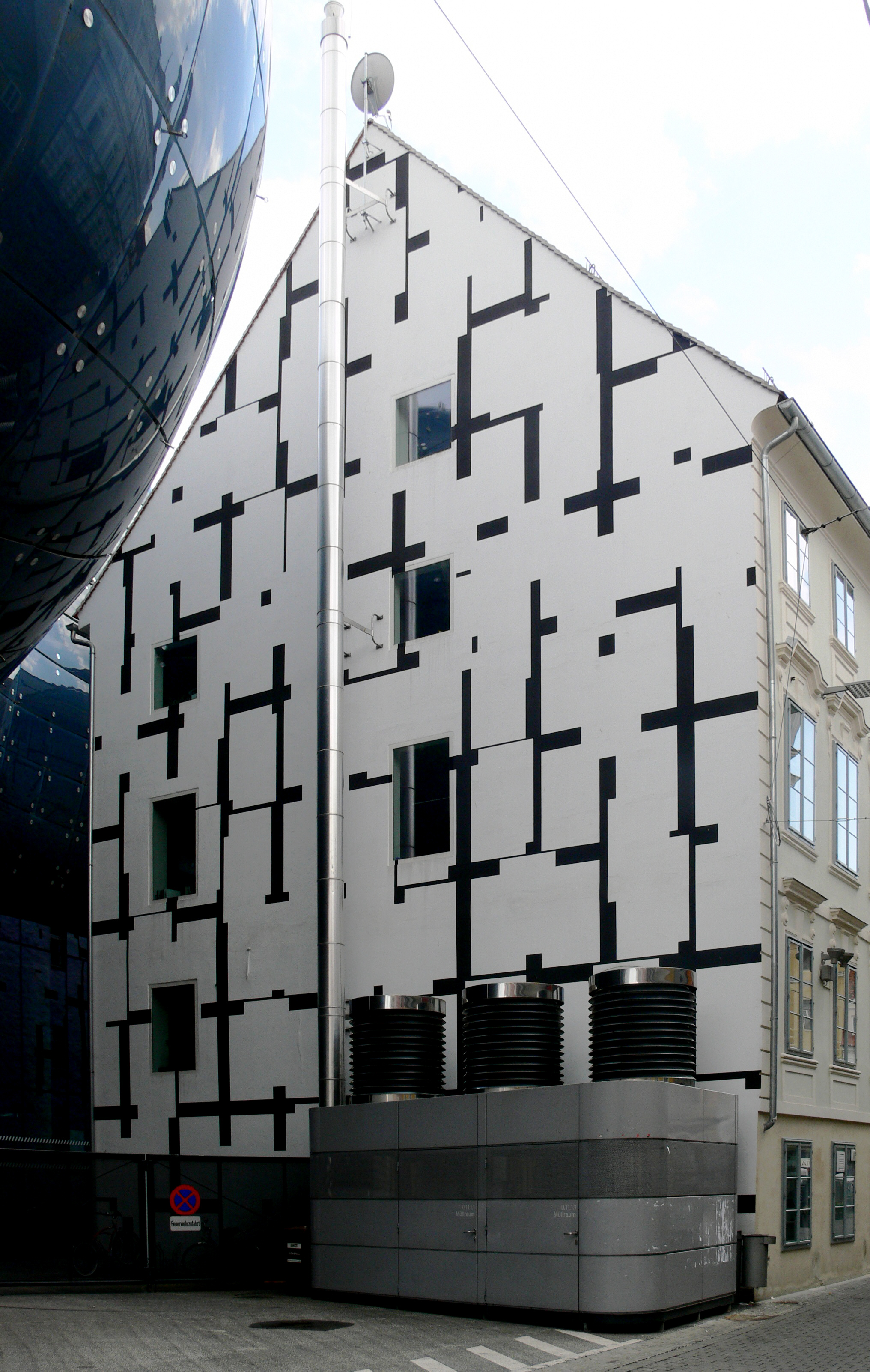

Empezó sus estudios de pintura en la Akademie der Bildenden Künste de Viena en el año 1994. Dos años después, Stocker volvió a Italia para entrar en la Accademia di Belle Arte di Brera en Milán. En el año 1999, la artista finalizó su formación en el Art Center Collage de Pasadena, California.

## Obra

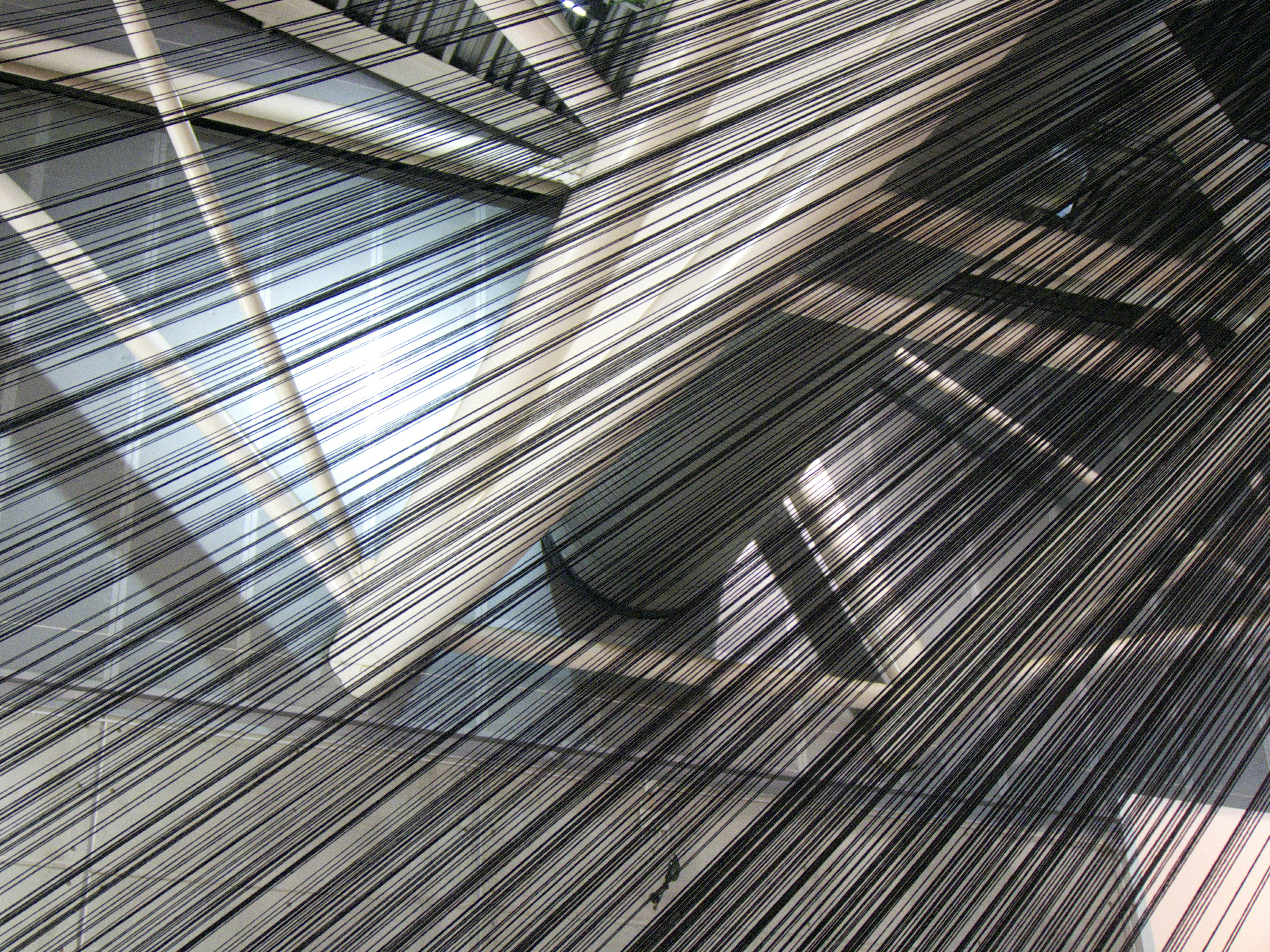

Stocker parte del cubismo y trabaja con estructuras geométricas basadas en módulos que se auto repiten  y una monocromía basada en el negro el blanco y el gris. Toma como antecedentes artísticos, la Abstracción Geométrica, el Gruppo T y el Op-art de los años 60. Además, las obras que realiza están influenciadas por su gusto por la ciencia ficción, la fantasía y los cómics.
En su obra pictórica, la artista crea juegos ópticos mediante, cuadrículas y rupturas, sin abandonar la gama monocroma. A pesar de ser una artista especializada en la pintura, Stocker destaca por sus instalaciones creadas a partir de estructuras geométricas. El espacio es concebido como un lienzo tridimensional donde la artista crea patrones ordenados e incide en ellos para generar nuevos ritmos.
Stocker utiliza diversos materiales ligeros y fáciles de trasportar y usar. Entre ellos se encuentran la madera, la espuma, la pintura acrílica y la cinta aislante.  La línea es la dirección que el espectador recorre y le acompaña durante todo el trayecto. En sus instalaciones lo único que se mueve es el sujeto, la artista no usa estructuras cinéticas, reforzando así la idea de simplicidad en los materiales y la condición estática.